# Campeonato Pernambucano de Futebol de 2022 - Série A2
O Campeonato Pernambucano de Futebol - Série A2 de 2022, foi a 29ª edição da segunda divisão de futebol profissional entre clubes de futebol do estado de Pernambuco desde 1995. As equipes que chegaram nas semifinais garantiram vagas para disputar o Campeonato Pernambucano de Futebol de 2023.
Pelo segundo ano consecutivo, o campeonato teve transmissão na tevê aberta e plataforma de streaming. Com jogos ao vivo à TV Nova Nordeste adquiriu os direitos da competição, com um jogo por rodada, e gratuitamente pela FPF em seu perfil oficial na plataforma de streaming YouTube.
Além do acesso, o campeão será premiado com um carro zero km, no modelo Fiat Cronos. Considerando a versão mais barata deste veículo, o preço atual no mercado é de R$ 72.990 – a versão completa custa R$ 97.290.
Outro fato que marcou esta edição, foi o aumento de vagas para a disputa da primeira divisão a partir de 2023. Em reunião do conselho arbitral foi decidido que a Série A1 será ampliada de 10 para 12 equipes. Dessa forma, promovidos e rebaixados teve o número ampliado de duas para quatro equipes.
Também foi decidido que, as equipes que forem rebaixadas poderão retornar a elite pernambucana no mesmo ano. Caso semelhante o que aconteceu com Sete de Setembro e Vera Cruz, rebaixados da primeira divisão nesta temporada.
Os acessos e os quatro clubes promovido para a Série A1 de 2023 foram definidos na última rodada da terceira fase, o Central garantiu o retorno à primeira divisão do Pernambucano após vencer o Vitória das Tabocas, em casa, por 1–0, retornando para a principal divisão pernambucana após rebaixamento na temporada passado. O Porto-PE foi a segunda equipe a assegurar o acesso, após vencer o Vera Cruz por 2–0, fora de casa e volta à elite após seis anos. O Maguary goleou o Ferroviário do Cabo por 4–0, e vai disputar elite do Pernambucano pela primeira vez. Dentro de campo a quarta e última vaga para disputar a Série A1 de 2023 ficou com Petrolina após a vitória no confronto direto contra o Belo Jardim , por 3–1, em Petrolina. Porém a Fera Sertaneja foi denunciada no artigo envolvendo escalação irregular de jogador, e acabou sendo punida com a perda de pontos. A decisão favoreceu a equipe de Belo Jardim, que assegurando a última vaga e ficou com o acesso para elite pernambucana.
No dia 22 de dezembro, o Superior Tribunal de Justiça Desportiva (STJD) julgou e absorveu por unânimidade o Petrolina no caso Raykar e devolveu os três pontos ao clube sertanejo na fase final da Série A2 do Pernambucano. Com isso, a Fera Sertaneja recupera o direito de disputar a elite do estadual, herdando a vaga que estava com o Belo Jardim. Com o resultado, o Petrolina ainda pode recorrer para anular as semifinais e final da Série A2 do Pernambucano, anulando o título conquistado pelo Central e forçando nova disputa para definir a classificação final do torneio.
Em reunião extraordinária realizada na sede da Federação Pernambucana de Futebol (FPF), em 28 de dezembro, os clubes decidiram por unanimidade pela inclusão do Belo Jardim e Petrolina que lutavam na Justiça para participarem da Série A1 de 2023.
Petrolina e Vitória das Tabocas conseguiram no Superior Tribunal de Justiça Desportiva (STJD) uma liminar que anula a premiação na final da competição. A informação foi divulgada pela Federação Pernambucana de Futebol (FPF) antes da decisão. A medida, em caráter provisório, impede a proclamação do campeão até um novo julgamento, que ainda terá uma data definida.

## Formato e Regulamento

### Regulamento
A Federação Pernambucana de Futebol (FPF) promoveu, nesta terça-feira (29 de março), no salão nobre da entidade, a reunião que definiu os últimos detalhes para a realização do Campeonato Pernambucano Série A2 2022. Ao todo, 25 equipes disputarão a competição, com jogos entre: 10 de setembro á 06 de novembro.
Além das equipes, esteve em pauta o modelo de disputa do campeonato, que terá o total de 108 (cento e oito) jogos e 05 (cinco) fases. Por se tratar de um processo democrático, os representantes dos clubes optaram por grupos regionalizados na primeira etapa; 1ª fase - as 25 equipes serão divididas em quatro grupos e se enfrentam em jogos somente de ida dentro da sua chave, com as quatros melhores de cada grupo se classificando para a próxima fase; 2ª fase - as 16 equipes classificadas formam quatros quadrangulares e se enfrentam em jogos somente de ida (o critério adotado para quem faz mais partidas em casa será a campanha na primeira fase), com as duas melhores de cada grupo se classificando para a próxima fase; 3ª fase - as 8 equipes classificadas formam dois quadrangulares e se enfrentam em jogos somente de ida (o critério adotado para quem faz mais partidas em casa será a campanha na primeira fase), com as duas melhores de cada grupo se classificando para a próxima fase; 4ª fase - as 4 equipes classificadas formam dois grupos com duas equipes cada, e se enfrentam em jogos somente de ida (o critério adotado para quem faz mais partidas em casa será a campanha nas fases anteriores), com melhor equipe de cada grupo se classificando para a próxima fase; 5ª fase - as 2 equipes classificadas formam um único grupo, e jogaram entre si no sistema de ida e volta (o critério adotado para quem faz mais partidas em casa será a campanha nas fases anteriores). As quatro primeiras colocadas disputaram o Campeonato Pernambucano de Futebol de 2023. Por consequência, o campeão da última fase será declarado campeão.
O Regulamento Específico da Competição (REC), assim como a Tabela Básica, foram publicados nesta sexta-feira (02 de setembro), no site oficial da Federação Pernambucana de Futebol (FPF).

### Formato
- Primeira fase: (fase de grupos regionalizados) - 25 (vinte e cinco) equipes distribuídas em 04 (quatro) grupos, 03 (três) grupos terão 06 (seis) equipes e 01 (um) grupo terá 07 (sete) equipes. (Jogos somente de ida dentro da sua chave), com as 04 (quatro) equipes melhores colocadas de cada grupo se classificando.
- Segunda fase: (quatro quadrangular) - 16 (dezesseis) equipes distribuídas em 04 (quatro) grupos com 04 (quatro) equipes cada. (Jogos somente de ida dentro da sua chave), com as 02 (duas) equipes melhores colocadas de cada grupo se classificando.
- Terceira fase: (quadrangular para definir a semifinal) - 08 (oito) equipes distribuídas em 02 (dois) grupos com 04 (quatro) equipes cada. (Jogos somente de ida dentro da sua chave), com os 02 (duas) equipes melhores colocadas de cada grupo se classificando.
- Quarta fase: (semifinal) - 04 (quarto) equipes distribuídas em 02 (dois) grupos com 02 (duas) equipes cada. (Jogos somente de ida dentro da sua chave), com a equipe melhor colocadas de cada grupo se classificando.
- Quinta fase: (final) - 02 (duas) equipes distribuídas em 01 (um) único grupo. (Originalmente os jogos seriam realizados no sistema de ida e volta.[42] Com tudo, por causa das paralisações envolvendo questões judiciais durante o campeonato e a aproximação para disputar a Série A1 de 2023, os finalistas solicitaram à FPF-PE que a final seja realizada em partida única.[43][44] (O critério adotado para quem faz a partida em casa será a campanha nas fases anteriores)). Os quatro primeiros colocados disputarão o Campeonato Pernambucano de Futebol de 2023. Por consequência, o vencedor da última fase fase será declarado campeão.

## Critérios de Desempate
Na 1ª e 2ª Fase, todos os jogos serão disputado em turno único. Sempre que duas ou mais equipes estiverem em igualdade de pontos,  os critérios de desempates devem ser aplicados na seguinte ordem:
1. Número de vitórias
2. Saldo de gols
3. Gols marcados
4. Número de cartões vermelhos
5. Número de cartões amarelos
6. Sorteio público

Em caso de empate nas partidas da Quarta e Quinta Fase, o desempate para indicar o vencedor será observando-se o critério abaixo:
- Cobrança de pênaltis, de acordo com os critérios adotados pela International Board.
- A disputa de pênaltis, quando aplicável, deverá ser iniciada até 10 (dez) minutos após o término da partida.

Já os mandos de campo, estará condicionado ao clube de melhor campanha na primeira fase. , não sendo permitido acordo entre clubes para inversão do mando de campo.

## Primeira Fase
|  | Equipes classificadas para à segunda fase |
|  | Equipes eliminadas na primeira fase       |

### Grupo A
| Pos | Equipes               | Pts | J | V | E | D | GP | GC | SG  | %  | DF      |
| --- | --------------------- | --- | - | - | - | - | -- | -- | --- | -- | ------- |
| 1   | Flamengo de Arcoverde | 12  | 5 | 4 | 0 | 1 | 11 | 3  | +8  | 80 | Estável |
| 2   | Decisão Sertânia      | 9   | 5 | 2 | 3 | 0 | 5  | 3  | +2  | 60 | Estável |
| 3   | Petrolina             | 8   | 5 | 2 | 2 | 1 | 12 | 3  | +9  | 53 | Estável |
| 4   | 1.º de Maio           | 6   | 5 | 1 | 3 | 1 | 3  | 3  | 0   | 40 | Estável |
| 5   | Pesqueira             | 5   | 5 | 1 | 2 | 2 | 8  | 5  | +3  | 33 | Estável |
| 6   | Serrano-PE            | 0   | 5 | 0 | 0 | 5 | 1  | 23 | –22 | 0  | Estável |

|                       | MAI | DEC | FAR | PES | PET | SFC |
| --------------------- | --- | --- | --- | --- | --- | --- |
| 1.º de Maio           | –   | –   | 1–2 | –   | 1–1 | 1–0 |
| Decisão Sertânia      | 0–0 | –   | 2–1 | –   | –   | –   |
| Flamengo de Arcoverde | –   | –   | –   | 1–0 | 1–0 | –   |
| Pesqueira             | 0–0 | 1–1 | –   | –   | –   | 7–1 |
| Petrolina             | –   | 1–1 | –   | 2–0 | –   | 8–0 |
| Serrano-PE            | –   | 0–1 | 0–6 | –   | –   | –   |

| Vitória do mandante | Vitória do visitante | Empate |

### Grupo B
| Pos | Equipes     | Pts   | J | V | E | D | GP | GC | SG  | %  | DF      |
| --- | ----------- | ----- | - | - | - | - | -- | -- | --- | -- | ------- |
| 1   | Central     | 12    | 5 | 4 | 0 | 1 | 7  | 1  | +6  | 80 | 1       |
| 2   | Maguary     | 10    | 5 | 3 | 1 | 1 | 7  | 3  | +4  | 67 | 1       |
| 3   | Belo Jardim | 5     | 5 | 1 | 2 | 2 | 3  | 3  | 0   | 33 | 1       |
| 4   | Porto-PE    | 5     | 5 | 1 | 2 | 2 | 3  | 4  | –1  | 33 | 2       |
| 5   | Chã Grande  | 1     | 5 | 0 | 1 | 4 | 0  | 10 | –10 | 7  | Estável |
| 6   | Ypiranga-PE | –6[a] | 5 | 2 | 2 | 1 | 4  | 3  | +1  | 53 | 1       |

|             | BJD | CEN | CGR | AAM | POR | YPI |
| ----------- | --- | --- | --- | --- | --- | --- |
| Belo Jardim | –   | –   | 3–0 | 0–0 | –   | –   |
| Central     | 1–0 | –   | –   | 2–0 | 2–0 | –   |
| Chã Grande  | –   | 0–2 | –   | 0–2 | –   | –   |
| Maguary     | –   | –   | –   | –   | 2–1 | 3–0 |
| Porto-PE    | 2–0 | –   | 0–0 | –   | –   | 0–0 |
| Ypiranga-PE | 0–0 | 1–0 | 3–0 | –   | –   | –   |

| Vitória do mandante | Vitória do visitante | Empate |

### Grupo C
| Pos | Equipes             | Pts   | J | V | E | D | GP | GC | SG | %  | DF      |
| --- | ------------------- | ----- | - | - | - | - | -- | -- | -- | -- | ------- |
| 1   | Atlético Torres     | 13    | 5 | 4 | 1 | 0 | 11 | 2  | +9 | 87 | Estável |
| 2   | Vera Cruz           | 7     | 5 | 2 | 1 | 2 | 5  | 3  | +2 | 47 | 1       |
| 3   | Vitória das Tabocas | 6     | 5 | 2 | 0 | 3 | 5  | 5  | 0  | 40 | 1       |
| 4   | Sete de Setembro    | 6     | 5 | 2 | 0 | 3 | 5  | 9  | –4 | 40 | 1       |
| 5   | Santa Fé            | 2     | 5 | 0 | 2 | 3 | 2  | 9  | –7 | 13 | Estável |
| 6   | América-PE          | –4[b] | 5 | 2 | 2 | 1 | 9  | 9  | 0  | 53 | 1       |

|                     | AME | SFE | SDS | CAT | VCR | VIT |
| ------------------- | --- | --- | --- | --- | --- | --- |
| América-PE          | –   | –   | 5–2 | –   | 1–1 | –   |
| Santa Fé            | 1–1 | –   | –   | 1–1 | –   | –   |
| Sete de Setembro    | –   | 2–0 | –   | 0–3 | –   | 1–0 |
| Atlético Torres     | 4–0 | –   | –   | –   | –   | 2–1 |
| Vera Cruz           | –   | 3–0 | 1–0 | 0–1 | –   | –   |
| Vitória das Tabocas | 1–2 | 2–0 | –   | –   | 1–0 | –   |

| Vitória do mandante | Vitória do visitante | Empate |

### Grupo D
| Pos | Equipes               | Pts | J | V | E | D | GP | GC | SG  | %  | DF      |
| --- | --------------------- | --- | - | - | - | - | -- | -- | --- | -- | ------- |
| 1   | Atlético Pernambucano | 16  | 6 | 5 | 1 | 0 | 15 | 4  | +11 | 89 | Estável |
| 2   | Ipojuca               | 15  | 6 | 5 | 0 | 1 | 14 | 3  | +11 | 83 | Estável |
| 3   | Ferroviário do Cabo   | 9   | 6 | 2 | 3 | 1 | 8  | 5  | +3  | 50 | 1       |
| 4   | Centro Limoeirense    | 8   | 6 | 2 | 2 | 2 | 11 | 5  | +6  | 44 | 1       |
| 5   | Jaguar                | 6   | 6 | 2 | 0 | 4 | 7  | 17 | –10 | 33 | Estável |
| 6   | Cabense               | 5   | 6 | 1 | 2 | 3 | 9  | 12 | –3  | 28 | Estável |
| 7   | Timbaúba              | 0   | 6 | 0 | 0 | 6 | 0  | 18 | –18 | 0  | Estável |

|                       | CAP    | CAB    | CLF | FCA | IPJ    | JAG | TIM    |
| --------------------- | ------ | ------ | --- | --- | ------ | --- | ------ |
| Atlético Pernambucano | –      | –      | 1–0 | –   | 2–1    | 5–2 | –      |
| Cabense               | 0–3    | –      | 2–2 | –   | 1–3    | –   | –      |
| Centro Limoeirense    | –      | –      | –   | 1–1 | –      | 5–0 | 3–0[c] |
| Ferroviário do Cabo   | 1–1    | 2–2    | –   | –   | –      | –   | 3–0[c] |
| Ipojuca               | –      | –      | 1–0 | 1–0 | –      | 5–0 | –      |
| Jaguar                | –      | 2–1    | –   | 0–1 | –      | –   | 3–0[c] |
| Timbaúba              | 0–3[c] | 0–3[c] | –   | –   | 0–3[c] | –   | –      |

| Vitória do mandante | Vitória do visitante | Empate |

c. ^  Jogos cancelados em decorrência da exclusão do Timbaúba Futebol Clube do campeonato após o clube perder por W.O. duas vezes. O Morcego da Mata Norte moveu ação no STJD para tentar reverter decisão. Porém sem sucesso.

## Segunda Fase
|  | Equipes classificadas para à terceira fase |
|  | Equipes eliminadas na segunda fase         |

### Grupo E
| Pos | Equipes               | Pts | J | V | E | D | GP | GC | SG | %  | DF      |
| --- | --------------------- | --- | - | - | - | - | -- | -- | -- | -- | ------- |
| 1   | Maguary               | 7   | 3 | 2 | 1 | 0 | 9  | 1  | +8 | 78 | 1       |
| 2   | Vitória das Tabocas   | 7   | 3 | 2 | 1 | 0 | 5  | 1  | +4 | 78 | 1       |
| 3   | Flamengo de Arcoverde | 3   | 3 | 1 | 0 | 2 | 1  | 4  | –3 | 33 | Estável |
| 4   | Centro Limoeirense    | 0   | 3 | 0 | 0 | 3 | 0  | 9  | –9 | 0  | Estável |

|                       | CLF | FAR | AAM | VIT |
| --------------------- | --- | --- | --- | --- |
| Centro Limoeirense    | –   | 0–1 | –   | –   |
| Flamengo de Arcoverde | –   | –   | 0–3 | 0−1 |
| Maguary               | 5−0 | –   | –   | 1–1 |
| Vitória das Tabocas   | 3–0 | –   | –   | –   |

| Vitória do mandante | Vitória do visitante | Empate |

### Grupo F
| Pos | Equipes             | Pts | J | V | E | D | GP | GC | SG | %  | DF      |
| --- | ------------------- | --- | - | - | - | - | -- | -- | -- | -- | ------- |
| 1   | Central             | 7   | 3 | 2 | 1 | 0 | 10 | 4  | +6 | 78 | Estável |
| 2   | Ferroviário do Cabo | 5   | 3 | 1 | 2 | 0 | 4  | 3  | +1 | 55 | Estável |
| 3   | Decisão Sertânia    | 4   | 3 | 1 | 1 | 1 | 6  | 4  | +2 | 44 | Estável |
| 4   | Sete de Setembro    | 0   | 3 | 0 | 0 | 3 | 2  | 11 | –9 | 0  | Estável |

|                     | CEN | DEC | FCA | SDS  |
| ------------------- | --- | --- | --- | ---- |
| Central             | –   | 3–2 | 1−1 | –    |
| Decisão Sertânia    | –   | –   | 1–1 | 3− 0 |
| Ferroviário do Cabo | –   | –   | –   | 2–1  |
| Sete de Setembro    | 1–6 | –   | –   | –    |

| Vitória do mandante | Vitória do visitante | Empate |

### Grupo G
| Pos | Equipes         | Pts | J | V | E | D | GP | GC | SG | %  | DF      |
| --- | --------------- | --- | - | - | - | - | -- | -- | -- | -- | ------- |
| 1   | Petrolina       | 7   | 3 | 2 | 1 | 0 | 8  | 5  | +3 | 78 | 1       |
| 2   | Porto-PE        | 6   | 3 | 2 | 0 | 1 | 4  | 3  | +1 | 67 | 1       |
| 3   | Ipojuca         | 4   | 3 | 1 | 1 | 1 | 6  | 3  | +3 | 44 | 2       |
| 4   | Atlético Torres | 0   | 3 | 0 | 0 | 3 | 3  | 10 | –7 | 0  | Estável |

|                 | IPJ | PET | POR | CAT |
| --------------- | --- | --- | --- | --- |
| Ipojuca         | –   | 1–1 | 1−2 | –   |
| Petrolina       | –   | –   | 2–1 | –   |
| Porto-PE        | –   | –   | –   | 1–0 |
| Atlético Torres | 0–4 | 3−5 | –   | –   |

| Vitória do mandante | Vitória do visitante | Empate |

### Grupo H
| Pos | Equipes               | Pts | J | V | E | D | GP | GC | SG  | %  | DF      |
| --- | --------------------- | --- | - | - | - | - | -- | -- | --- | -- | ------- |
| 1   | Vera Cruz             | 6   | 3 | 2 | 0 | 1 | 10 | 2  | +8  | 67 | 2       |
| 2   | Belo Jardim           | 6   | 3 | 2 | 0 | 1 | 7  | 1  | +6  | 67 | Estável |
| 3   | Atlético Pernambucano | 6   | 3 | 2 | 0 | 1 | 4  | 3  | +1  | 67 | 2       |
| 4   | 1.º de Maio           | 0   | 3 | 0 | 0 | 3 | 1  | 16 | –15 | 0  | Estável |

|                       | MAI | CAP | BJD | VCR |
| --------------------- | --- | --- | --- | --- |
| 1.º de Maio           | –   | 1–2 | –   | –   |
| Atlético Pernambucano | –   | –   | 0−2 | 2–0 |
| Belo Jardim           | 5–0 | –   | –   | –   |
| Vera Cruz             | 9−0 | –   | 1–0 | –   |

| Vitória do mandante | Vitória do visitante | Empate |

## Terceira Fase
|  | Equipes classificadas para o Campeonato Pernambucano de Futebol de 2023 e fase final               |
|  | Equipe classificada para o Campeonato Pernambucano de Futebol de 2023 e eliminada na terceira fase |
|  | Equipes eliminadas na terceira fase                                                                |

### Grupo I
| Pos | Equipes             | Pts | J | V | E | D | GP | GC | SG | %  | DF |
| --- | ------------------- | --- | - | - | - | - | -- | -- | -- | -- | -- |
| 1   | Porto-PE            | 5   | 3 | 1 | 2 | 0 | 2  | 0  | +2 | 55 | 3  |
| 2   | Central             | 5   | 3 | 1 | 2 | 0 | 2  | 1  | +1 | 55 | 1  |
| 3   | Vitória das Tabocas | 2   | 3 | 0 | 2 | 1 | 1  | 2  | –1 | 22 | 1  |
| 4   | Vera Cruz           | 2   | 3 | 0 | 2 | 1 | 2  | 4  | –2 | 22 | 3  |

|                     | CEN | POR | VCR | VIT |
| ------------------- | --- | --- | --- | --- |
| Central             | –   | 0–0 | –   | 1–0 |
| Porto-PE            | –   | –   | –   | 0–0 |
| Vera Cruz           | 1–1 | 0–2 | –   | –   |
| Vitória das Tabocas | –   | –   | 1–1 | –   |

| Vitória do mandante | Vitória do visitante | Empate |

### Grupo J
| Pos | Equipes             | Pts  | J | V | E | D | GP | GC | SG  | %  | DF      |
| --- | ------------------- | ---- | - | - | - | - | -- | -- | --- | -- | ------- |
| 1   | Petrolina           | 7[d] | 3 | 2 | 1 | 0 | 7  | 3  | +4  | 78 | 1       |
| 2   | Maguary             | 5    | 3 | 1 | 2 | 0 | 4  | 0  | +4  | 55 | 1       |
| 3   | Belo Jardim         | 4    | 3 | 1 | 1 | 1 | 6  | 3  | +3  | 44 | 2       |
| 4   | Ferroviário do Cabo | 0    | 3 | 0 | 0 | 3 | 2  | 13 | –11 | 0  | Estável |

|                     | BJD | FCA | AAM | PET |
| ------------------- | --- | --- | --- | --- |
| Belo Jardim         | –   | –   | 0–0 | –   |
| Ferroviário do Cabo | 0–5 | –   | –   | –   |
| Maguary             | –   | 4–0 | –   | 0–0 |
| Petrolina           | 3–1 | 4–2 | –   | –   |

| Vitória do mandante | Vitória do visitante | Empate |

## Fase Final
|  | Semifinais 25 de novembro | Semifinais 25 de novembro | Semifinais 25 de novembro |             |         | Final 27 de novembro | Final 27 de novembro | Final 27 de novembro |  |
|  |                           |                           |                           |             |         |                      |                      |                      |  |
|  | Maguary                   | Maguary                   | 0                         |             |         |                      |                      |                      |  |
|  | Maguary                   | Maguary                   | 0                         |             |         |                      |                      |                      |  |
|  | Central                   | Central                   | 1                         |             |         |                      |                      |                      |  |
|  | Central                   | Central                   | 1                         |             | Central | Central              | 1                    |                      |  |
|  |                           |                           |                           |             | Central | Central              | 1                    |                      |  |
|  |                           |                           | Belo Jardim               | Belo Jardim | 0       |                      |                      |                      |  |
|  | Porto-PE                  | Porto-PE                  | Belo Jardim               | Belo Jardim | 0       | 1 (1)                |                      |                      |  |
|  | Porto-PE                  | Porto-PE                  |                           |             |         |                      |                      |                      |  |
|  | Belo Jardim (pen)         | Belo Jardim (pen)         | 1 (3)                     |             |         |                      |                      |                      |  |

## Estatísticas

### Premiação
| Campeonato Pernambucano de Futebol de 2022 - série A2 |
| ----------------------------------------------------- |
| Central Sport Club Campeão (2.° título)               |

| Vice-campeão: | Terceiro colocado: | Quarto colocado: | Artilheiro:                     |
| ------------- | ------------------ | ---------------- | ------------------------------- |
| Belo Jardim   | Maguary            | Porto-PE         | Maycon Félix (Maguary) – 7 gols |

### Artilharia
Atualizado em  28 de novembro de 2022.
| Pos. | Jogador        | Equipe                | Gols |
| ---- | -------------- | --------------------- | ---- |
| 1º   | Maycon Félix   | Maguary               | 7    |
| 2º   | Braga          | Vera Cruz             | 6    |
| 2º   | Jú             | Petrolina             | 6    |
| 2º   | Leandro Costa  | Central               | 6    |
| 3º   | Anderson       | Ipojuca               | 5    |
| 3º   | Erick Bahia    | Petrolina             | 5    |
| 3º   | Índio          | Pesqueira             | 5    |
| 3º   | Leandro Soares | Central               | 5    |
| 3º   | Lucas Reis     | Atlético Pernambucano | 5    |
| 3º   | Ramon Tanque   | Porto-PE              | 5    |

Hat-trick
| Jogador      | Clube               | Placar  | Adversário         | Data          | Ref.          |
| ------------ | ------------------- | ------- | ------------------ | ------------- | ------------- |
| Pablo Pardal | Vitória das Tabocas | 3–0 (C) | Centro Limoeirense | 26 de outubro | [ 63 ] [ 64 ] |
| Kelven       | Atlético Torres     | 3–5 (C) | Petrolina          | 6 de novembro | [ 65 ] [ 66 ] |
| Braga        | Vera Cruz           | 9–0 (C) | 1.º de Maio        | 6 de novembro | [ 67 ] [ 68 ] |

Manita
| Jogador | Clube     | Placar  | Adversário | Data           | Ref.          |
| ------- | --------- | ------- | ---------- | -------------- | ------------- |
| Índio   | Pesqueira | 7–1 (C) | Serrano-PE | 27 de setembro | [ 69 ] [ 70 ] |

### Público
Maiores públicos
Estes são os dez maiores públicos do campeonato:
| Nº | Público | Mandante    | Placar | Visitante           | Estádio        | Local                    | Data           | Etapa         | Rodada     | Ref.   |
| -- | ------- | ----------- | ------ | ------------------- | -------------- | ------------------------ | -------------- | ------------- | ---------- | ------ |
| 1  | 1 694   | Central     | 1–0    | Vitória das Tabocas | Lacerdão       | Caruaru                  | 13 de novembro | Terceira fase | 3ª         | [ 71 ] |
| 2  | 1 479   | Central     | 1–0    | Belo Jardim         | Lacerdão       | Caruaru                  | 27 de novembro | Final         | Jogo único | [ 72 ] |
| 3  | 1 237   | Maguary     | 2–1    | Porto-PE            | Arthur Tavares | Bonito                   | 25 de setembro | Primeira fase | 2ª         | [ 73 ] |
| 4  | 982     | Central     | 1–0    | Belo Jardim         | Antônio Inácio | Caruaru                  | 11 de setembro | Primeira fase | 1ª         | [ 74 ] |
| 5  | 789     | Central     | 0–0    | Porto-PE            | Lacerdão       | Caruaru                  | 10 de novembro | Terceira fase | 2ª         | [ 75 ] |
| 6  | 748     | Central     | 3–2    | Decisão Sertânia    | Lacerdão       | Caruaru                  | 26 de outubro  | Segunda fase  | 1ª         | [ 76 ] |
| 7  | 700     | Central     | 1–1    | Ferroviário do Cabo | Lacerdão       | Caruaru                  | 6 de novembro  | Segunda fase  | 3ª         | [ 77 ] |
| 8  | 669     | Ypiranga-PE | 1–0    | Central             | Limeirão       | Santa Cruz do Capibaribe | 24 de setembro | Primeira fase | 2ª         | [ 78 ] |
| 9  | 480     | Maguary     | 4–0    | Ferroviário do Cabo | Arthur Tavares | Bonito                   | 13 de novembro | Terceira fase | 3ª         | [ 79 ] |
| 10 | 455     | Maguary     | 3–0    | Ypiranga-PE         | Arthur Tavares | Bonito                   | 9 de outubro   | Segunda fase  | 4ª         | [ 80 ] |

Menores públicos
Estes são os dez menores públicos do campeonato:
| Nº | Público | Mandante        | Placar | Visitante             | Estádio          | Local     | Data           | Etapa         | Rodada     | Ref.   |
| -- | ------- | --------------- | ------ | --------------------- | ---------------- | --------- | -------------- | ------------- | ---------- | ------ |
| 1  | 37      | Petrolina       | 2–1    | Porto-PE              | Paulo Coelho     | Petrolina | 26 de outubro  | Segunda fase  | 1ª         | [ 81 ] |
| 2  | 48      | 1.º de Maio     | 1–2    | Atlético Pernambucano | Paulo Coelho     | Petrolina | 2 de novembro  | Segunda fase  | 2ª         | [ 82 ] |
| 3  | 49      | Porto-PE        | 0–0    | Chã Grande            | Antônio Inácio   | Caruaru   | 28 de setembro | Primeira fase | 3ª         | [ 83 ] |
| 3  | 49      | Porto-PE        | 0–0    | Vitória das Tabocas   | Antônio Inácio   | Caruaru   | 8 de novembro  | Terceira fase | 1ª         | [ 84 ] |
| 5  | 52      | Atlético Torres | 2–1    | Vitória das Tabocas   | Aflitos          | Recife    | 8 de outubro   | Primeira fase | 4ª         | [ 85 ] |
| 5  | 52      | Porto-PE        | 1–1    | Belo Jardim           | Antônio Inácio   | Caruaru   | 25 de novembro | Semifinais    | Jogo único | [ 86 ] |
| 7  | 53      | Belo Jardim     | 5–0    | 1.º de Maio           | Lacerdão         | Caruaru   | 27 de outubro  | Segunda fase  | 1ª         | [ 87 ] |
| 8  | 54      | 1.º de Maio     | 1–2    | Flamengo de Arcoverde | Paulo Coelho     | Petrolina | 28 de setembro | Primeira fase | 3ª         | [ 88 ] |
| 9  | 55      | 1.º de Maio     | 1–0    | Serrano-PE            | Paulo Coelho     | Petrolina | 10 de setembro | Primeira fase | 1ª         | [ 89 ] |
| 10 | 56      | Pesqueira       | 1–1    | Decisão Sertânia      | Joaquim de Brito | Pesqueira | 15 de outubro  | Primeira fase | 5ª         | [ 90 ] |

### Técnicos
| Equipe                | Técnico                                        | Ref.                |
| --------------------- | ---------------------------------------------- | ------------------- |
| 1.º de Maio           | Jonilson Veloso (1ª) Ricardo Guardiola (2ª–)   | [ 91 ] [ 92 ]       |
| América-PE            | Williams Rodrigues (1ª–3ª) Roberto Neves (4ª–) | [ 93 ] [ 94 ]       |
| Atlético Pernambucano | Gabriel Lisboa (1ª–)                           | [ 95 ]              |
| Belo Jardim           | Thyago Marcolino (1ª–)                         | [ 96 ]              |
| Cabense               | Ricardo Xavier (1ª–)                           | [ 97 ]              |
| Central               | Betinho (1ª–)                                  | [ 98 ]              |
| Centro Limoeirense    | Quinho (1ª–)                                   | [ 99 ]              |
| Chã Grande            | Valério de Paula (1ª–)                         | [ 100 ]             |
| Decisão Sertânia      | Neco (1ª–)                                     | [ 101 ]             |
| Ferroviário do Cabo   | Breno Gadelha (1ª–)                            | [ 102 ]             |
| Flamengo de Arcoverde | Thiago Oliveira (1ª–)                          | [ 103 ]             |
| Ipojuca               | Jamerson Andrade (1ª–)                         | [ 104 ]             |
| Jaguar                | Dedeco (1ª–)                                   | [carece de fontes?] |
| Maguary               | Nilson Corrêa (1ª–)                            | [ 105 ]             |
| Pesqueira             | Gabriel Lima (1ª–)                             | [ 106 ]             |
| Petrolina             | William Lima (1ª–)                             | [ 107 ]             |
| Porto-PE              | Alexandre Lima (1ª–)                           | [ 108 ]             |
| Santa Fé              | Palhinha (1ª–)                                 | [ 109 ]             |
| Serrano-PE            | Marcos Sá (1ª–)                                | [ 110 ]             |
| Sete de Setembro      | Carlos Júnior (1ª–)                            | [ 111 ]             |
| Timbaúba              | Édson Limoeiro (1ª–)                           | [ 112 ]             |
| Atlético Torres       | William Sander (1ª–)                           | [ 113 ]             |
| Vera Cruz             | Gilberto Gaúcho (1ª–)                          | [ 114 ]             |
| Vitória das Tabocas   | Sérgio China (1ª–)                             | [ 115 ]             |
| Ypiranga-PE           | Pedro Manta (1ª–)                              | [ 116 ]             |

Mudança de técnicos
| Clube       | Antecessor         | Motivo    | Data           | Última partida                     | Etapa         | Rod | Pos              | Sucessor          | Ref.           |
| ----------- | ------------------ | --------- | -------------- | ---------------------------------- | ------------- | --- | ---------------- | ----------------- | -------------- |
| 1.º de Maio | Jonilson Veloso    | Resignado | 23 de setembro | 1.º de Maio 1–0 Serrano-PE         | Primeira Fase | 1ª  | 3º lugar (Gr. A) | Ricardo Guardiola | [ 117 ] [ 92 ] |
| América-PE  | Williams Rodrigues | Resignado | 2 de outubro   | Vitória das Tabocas 1–2 América-PE | Primeira Fase | 3ª  | 4º lugar (Gr. C) | Roberto Neves     | [ 118 ] [ 94 ] |

## Classificação Geral
- b. ^  O América-PE foi punido pelo Tribunal de Justiça Desportiva de Pernambuco (TJD-PE) por conta da escalação irregular do atacante Emerson Tubarão, com a perda de 12 pontos.[48]
- a. ^  O Ypiranga-PE foi punido pelo Tribunal de Justiça Desportiva de Pernambuco (TJD-PE) por conta da escalação irregular do zagueiro Márcio, que não cumpriu a suspensão de quatro jogos quando atuava pelo Vera Cruz, no Pernambucano Série A2.[47]

## Ver Também
- Campeonato Pernambucano de Futebol de 2022
- Copa do Nordeste de Futebol de 2022
- Futebol do Nordeste do Brasil